# العنين (حضرموت)
العنين هي إحدى قرى الجمهورية اليمنية. وهي تتبع جغرافيًا لمحافظة حضرموت. وإداريًا لمديرية القطن. يبلغ تعداد سكانها 3950 نسمة حسب الإحصاء الذي جرى عام 2004.